# Villeneuve-d'Ascq
Villeneuve-d'Ascq je grad u Francuskoj. U njemu živi oko 62 400 stanovnika (prema popisu iz 2004.).
|  | Portal Francuske – Pristup člancima s tematikom o Francuskoj. |